# بخش هنزا
بخش هنزا به مرکزیت شهر هنزا شامل دهستان‌های هنزا و جواران در تابعیت شهرستان رابر استان کرمان است.

## تقسیمات کشوری
- بخش هنزا
  - دهستان هنزا
  - دهستان جواران